# Haynes manuals
De Haynes Owners Workshop Manuals, meestal afgekort tot Haynes manuals is een serie technische werkplaatshandboeken voor de scooter-, motor- of autohobbyist. De boekenserie wordt uitgegeven door de Haynes Publishing Group, en zijn genoemd naar de initiatiefnemer: John Haynes.

## Geschiedenis
John Haynes schreef in 1956, toen hij nog op school zat, een technisch handboek voor de Austin 7 Special, en startte daarmee een serie die inmiddels meer dan 300 handboeken voor auto's en meer dan 130 voor motorfietsen omvat. Daarnaast zijn inmiddels een aantal Haynes boeken verschenen over andere technische apparatuur, zoals PC's, fotografie en modelspoorbaan.

## Kenmerken
De auto- en motorboeken worden geschreven op basis van het volledig uit elkaar halen, en weer in elkaar zetten van een auto. Elke stap van montage en demontage wordt beschreven en met tekeningen en foto's verduidelijkt.
De Haynes manuals worden in 15 talen uitgegeven.